# Д’Арнонкур, Анна
Анна Д’Арнонкур (англ. Anne d’Harnoncourt; 7 сентября 1943 года, Вашингтон, США — 1 июня 2008 года, Филадельфия, Пенсильвания, США) — американский историк искусства, специалист по современному искусству и творчеству Марселя Дюшана. Куратор и директор Художественного музея Филадельфии.

## Биография

### Семья и образование
Анна Д’Арнонкур родилась 7 сентября 1943 года в Вашингтоне. Её отцом был Рене Д’Арнонкур, директор Нью-йоркского музея современного искусства; мать, Сара Карр, была модным дизайнером. Анна училась в частной школе для девочек (The Brearley School), затем поступила в Рэдклифф колледж в Кэмбридже (Radcliffe College), Массачусетс, который окончила в 1965 году. Она специализировалась в немецкой и английской литературе и истории. Только в последний год учёбы она начала интересоваться искусством и посетила несколько курсов по истории архитектуры и китайской живописи. После учёбы в колледже Д’Арнонкур решает углубить свои знания в истории искусства и поступает в магистратуру в Институт искусства Курто, где она училась в 1965—1966 годах. В первый год обучения она сфокусировалась на европейском искусстве с 1830 года. На втором году Д’Арнонкур провела исследование, посвященное искусству Италии, Франции и Германии в период 1900—1915 годов. Её первый музейный опыт работы был в галерее Тейт Британия в Лондоне, где она стажировалась полгода во время обучения в магистратуре. Она занималась подготовкой полного каталога 30 картин и рисунков прерафаэлитов для коллекции 1966-67 годов.

### Карьера
В 1967 году Анна Д’Арнонкур начала работать в Художественном музее Филадельфии как ассистент куратора в департаменте живописи и скульптуры. В 1969 году она стала ассистентом куратора искусства XX века в Чикагском институте искусств. На этой позиции она проработала два года. В 1971 году Анна Д’Арнонкур вернулась в Филадельфию и заняла должность куратора искусства XX века, которая была создана специально для неё.
В 1982 году стала директором Художественного музея Филадельфии. Этот пост она занимала до конца своей жизни. Анна Д’Арнонкур умерла 1 июня 2008 года из-за остановки сердца в возрасте 64 лет.